# Colbún (empresa)
Colbún (IPSA: COLBUN) es una empresa productora de electricidad chilena (conocida como Colbún Machicura entre 1986-2000). Creada a partir de las centrales hidroeléctricas de Colbún y Machicura de ENDESA en 1986 y traspasada como empresa filial de la Corporación de Fomento de la Producción (CORFO). En 1997 CORFO vende 37,5% de su participación, y en marzo de 1997 es privatizada completamente. Accionistas principales son Minera Valparaíso S.A. (Grupo Matte) (34,97%), Electropacífico Inversiones Ltda. (28,60%) y Apoquindo Capital (0,05%).
De ENDESA compra en 2003 la central hidroeléctrica Canutillar. Posteriormente absorbe Hidroeléctrica Cenelca S.A. propietaria de Hidroeléctrica Guardia Vieja S.A. y Cenelca S.A. (2005) pasando estas dos últimas a ser filiales. 
Filiales de Colbún son:
- Hidroeléctrica Guardia Vieja S.A. (1984), a su vez propietaria de las filiales Hidroeléctrica Aconcagua S.A (1990) y Obras y Desarrollo S.A. (1996)
- Cenelca S.A.
- Empresa Eléctrica Industrial S.A. (1997)
- Empresa Eléctrica Nehuenco S.A. (1998)

## Centrales
Las centrales que opera Colbún S.A. (incluye filiales Guardia Vieja y Cenelca y Nehuenco) son las siguientes:
| Centrales hidroeléctricas                   | año puesta en servicio | Tipo de central | unidades | Total MW |
| ------------------------------------------- | ---------------------- | --------------- | -------- | -------- |
| Los Quilos (Guardia Vieja)                  | 1943                   | Pasada          | 3        | 39       |
| Carena                                      | 1937                   | Pasada          | 4        | 10       |
| Blanco                                      | 1993                   | Pasada          | 1        | 26       |
| Colbún                                      | 1985                   | Embalse         | 2        | 400,0    |
| Machicura                                   | 1985                   | Embalse         | 2        | 90,0     |
| Canutillar(Cenelca)                         | 1990                   | Embalse         | 2        | 172      |
| Angostura                                   | 2014                   | Embalse         | 3        | 315      |
| Aconcagua (Guardia Vieja, filial Aconcagua) | 1993-94                | Pasada          | 2        | 72,9     |
| San Ignacio                                 | 1996                   | Pasada          | 1        | 37,0     |
| Rucúe                                       | 1998                   | Pasada          | 2        | 178      |
| Chacabuquito (Guardia Vieja, filial OyD)    | 2002                   | Pasada          | 4        | 25,0     |
| Quilleco                                    | 2007                   | Pasada          | 2        | 71       |

| Centrales térmicas      | año puesta en servicio | Tipo de turbina             | unidades | Total MW |
| ----------------------- | ---------------------- | --------------------------- | -------- | -------- |
| Nehuenco (Nehuenco)     | 1999                   | ciclo-combinado gas natural | 1 (dual) | 368      |
| Nehuenco III (Nehuenco) | 2002                   | ciclo-abierto gas natural   | 1 (dual) | 108,0    |
| Nehuenco II (Nehuenco)  | 2003                   | ciclo-combinado gas natural | 1 (dual) | 398      |
| Candelaria              | 2005                   | gas-diesel                  | 2 (dual) | 274,2    |
| Antilhue                | 2005                   | gas-diésel                  | 2        | 103      |
| Los Pinos               | 2009                   | gas-diésel                  | 1        | 100      |
| Santa Maria             | 2012                   | vapor-carbón                | 1        | 342      |

- Total centrales hidroeléctricas: 1.042,6 MW
- Total centrales térmicas: 1.258,5 MW
- Total producción Colbún: 2.301,1 MW

## Complejo hidroeléctrico Colbún-Machicura
El complejo hidroeléctrico Colbún-Machicura, ubicado en la VII Región de Chile, está compuesto por dos centrales de embalse: Colbún y Machicura. El complejo se puso en marcha en 1985.
La primera cuenta con una represa que retiene las aguas del río Maule creando un embalse con capacidad de almacenar 1.544 millones de m³. La central Colbún cuenta con dos turbinas generadoras del tipo Francis, con una potencia nominal de 400 MW.
La segunda es más pequeña, con 55 millones de m³ y aporta con 90 MW. El embalse Machicura se abastece del caudal evacuado por la central Colbún, la cual posteriormente es utilizada como agua de riego de la zona.
Ambos embalses forman lagos artificiales que son utilizados para fines recreacionales.

## HidroAysén
La Patagonia se enfrentó al proyecto HidroAysén —controlado por Endesa (Chile) con un 51 % y Colbún S.A. con un 49 %—, proyecto que supuso la construcción de  cinco centrales en sus ríos más caudalosos —Baker y Pascua—. El Consejo de Defensa de la Patagonia —del que forma parte Greenpeace— lanzó una gran campaña internacional contra este megaproyecto.
Las centrales tendrían una capacidad de generación media anual de 18.430 GWh (2.750 MW de capacidad instalada), lo que equivale al 35 % del consumo de Chile durante el 2008. La superficie total de los embalses —considerando las cinco centrales hidroeléctricas— sería de 5.910 hectáreas, equivalentes al 0,05 % de la Región de Aysén, cuya superficie total es de 108.494 km².
El proyecto HidroAysén estaba pensado para reemplazar la emisión de 16 millones de toneladas de CO2, equivalentes a las emisiones de todo el parque automotriz de Chile en un año y su potencia instalada —2.750 MW— equivalen a 7 centrales termoeléctricas.

## Sustentabilidad Empresarial
Colbún es miembro de la PROhumana RED, una red empresarial creada en el año 2006 para dar visibilidad a las distintas iniciativas, prácticas, proyectos y modelos de gestión en RSE. El año 2013 participaron en el Ranking de Sustentabilidad Empresarial, aquí Oleksandr Virovko, exmiembro de la empresa, tuvo una destacada participación. PROhumana y recibieron una mención honrosa por ser una de las empresas más sustentables en Chile.